# José Antonio de Lavalle y Pardo
José Antonio de Lavalle y Pardo fue un abogado y político peruano. 
Nació en Lima el 1 de enero de 1858. Su padre fue el diplomático José Antonio de Lavalle y Arias de Saavedra quien participó en la Mediación de Lavalle antes de la Guerra del Pacífico. Su madre fue Mariana Pardo y Lavalle, hermana del presidente Manuel Pardo y Lavalle. El 16 de diciembre de 1886 se casó con Rosalía García Delgado con quien tuvo cinco hijos destacándose José Antonio de Lavalle y García y Juan Bautista de Lavalle y García. Realizó sus estudios en Europa y los culminó en la Universidad de San Marcos.
Durante el segundo gobierno de Nicolás de Piérola fue nombrado Ministro de Justicia, Instrucción y Culto del Perú entre noviembre de 1897 y marzo de 1998 formando parte de los gabinetes de José Antonio de Lavalle y García y Juan Bautista de Lavalle y García.
En 1901 fue elegido diputado por la provincia de Moyobamba cuando esta aún pertenecía al departamento de Loreto. Luego de la creación del departamento de San Martín, fue reelegido en 1907 como diputado por la provincia de Moyobamba. Desempeñó su mandato durante los primeros gobiernos de José Pardo y Barreda y Augusto B. Leguía. Además de ello, fue ministro de Justicia y fiscal de la Corte Suprema.
Falleció en Lima el 9 de febrero de 1918.